# Juliano (prefeito urbano)
Juliano (em latim: Iulianus) foi um oficial e estudioso bizantino do século V, ativo durante o reinado do imperador Anastácio I Dicoro (r. 491–518).

## Vida
Juliano era nativo de Alexandria. Em 491, durante a ascensão de Anastácio, foi nomeado prefeito urbano de Constantinopla e sua posse do ofício foi anunciada ao povo pela imperatriz Ariadne. Na capital, Juliano provocou uma revolta ao impor restrições impopulares após distúrbios relacionados a atrações teatrais. Foi demitido e substituído pelo cunhado do imperador, Secundino. A PIRT sugerem que ele pode ser identificado com o indivíduo homônimo citado com Eugênio na Novela 169 como antigos donos da vila suburbana em Blaquerna agora sob controle de Hiério.